# Alloniscus schadleri
Alloniscus schadleri là một loài chân đều trong họ Alloniscidae. Loài này được miêu tả khoa học năm 1959 bởi Arcangeli.